# O-mikuji
O-mikuji (jap. 御御籤, 御神籤, お御籤, おみくじ) – przepowiednie losu zapisane na kartkach papieru w chramach shintō i buddyjskich świątyniach w Japonii. Dosłownie "święta loteria". Obecnie, słowo to zapisuje się wyłącznie pismem fonetycznym: おみくじ (o → przedrostek grzecznościowy).

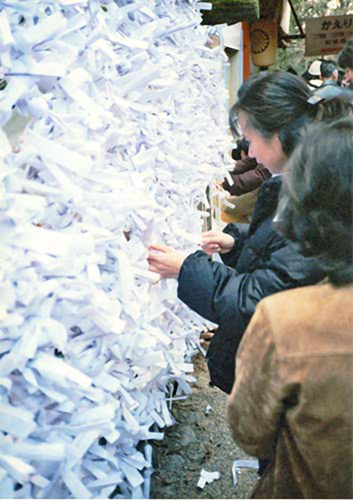
Przywiązywanie o-mikuji, chram Kasuga w Nara

Po wpłaceniu drobnej kwoty na rzecz świątyni, wybiera się los z pudełka. W przypadku wyciągnięcia złej przepowiedni przywiązuje się los do wyznaczonego do tego celu drzewa (sosna) lub do specjalnej drabinki z metalowych prętów. W języku japońskim słowa "sosna" i "czekać" mają identyczne brzmienie: matsu. Umieszczanie nieprzychylnej przepowiedni na drzewie ma więc na celu spowodowanie "przeczekania" złego losu w świątyni i odsunięcie go od osoby, która wyciągnęła niefortunny los.
Jest to forma wróżenia używana do podejmowania decyzji lub określania powodzenia w przedsięwzięciach. Termin kuji (籤, los, loteria, losowanie) sugeruje dwa znaczenia. Jednym z nich jest użycie przypadkowej szansy na bezstronny werdykt, a drugi dotyczy zapytania o boską wolę, gdy uważa się, że osąd kami jest konieczny. 
Dążąc w starożytności do podjęcia właściwych decyzji, zapisywano możliwe rezultaty, wyniki lub nazwiska na skręconych kawałkach papieru (hineribumi), modlono się nad nimi, a następnie wybierano jeden z nich. 
Podobną metodę losową stosuje się nawet dziś w czasie festiwali na prowincji, kiedy wybiera się osobę, która ma być odpowiedzialna za coś w nadchodzącym roku. W takich przypadkach nazwiska kandydatów zapisuje się na kartkach papieru, a wybór określa się, machając nad nimi różdżką rytualną (gohei), aż papierek do niej przylgnie. 
Obecnie najczęściej spotykanym sposobem wróżenia dla siebie jest pobieranie ze specjalnego pudełka cienkich patyczków oznaczonych kodem. Na tej podstawie otrzymuje się w recepcji chramu drukowaną przepowiednię. 

## Galeria

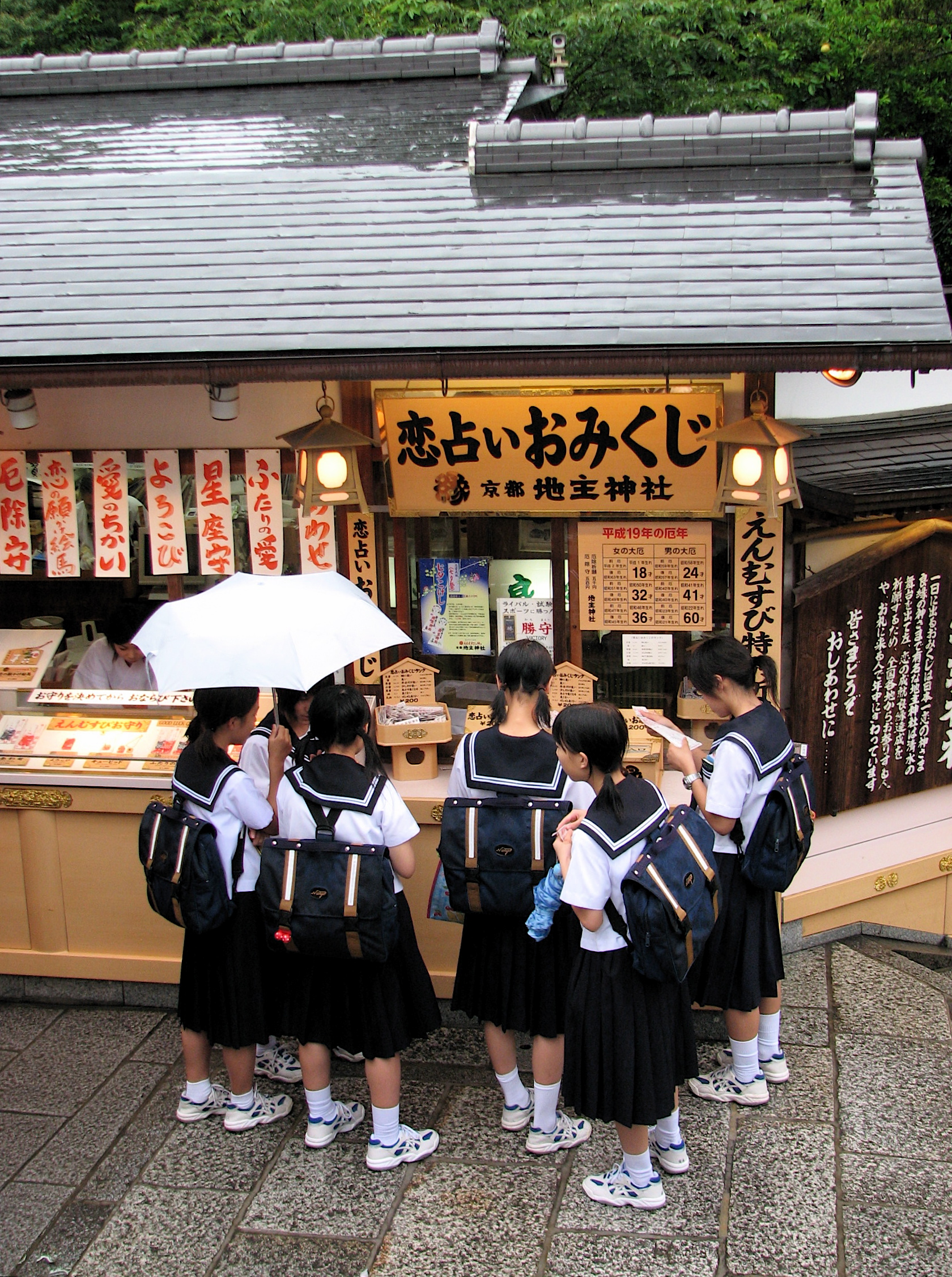
Kocha? Nie kocha?
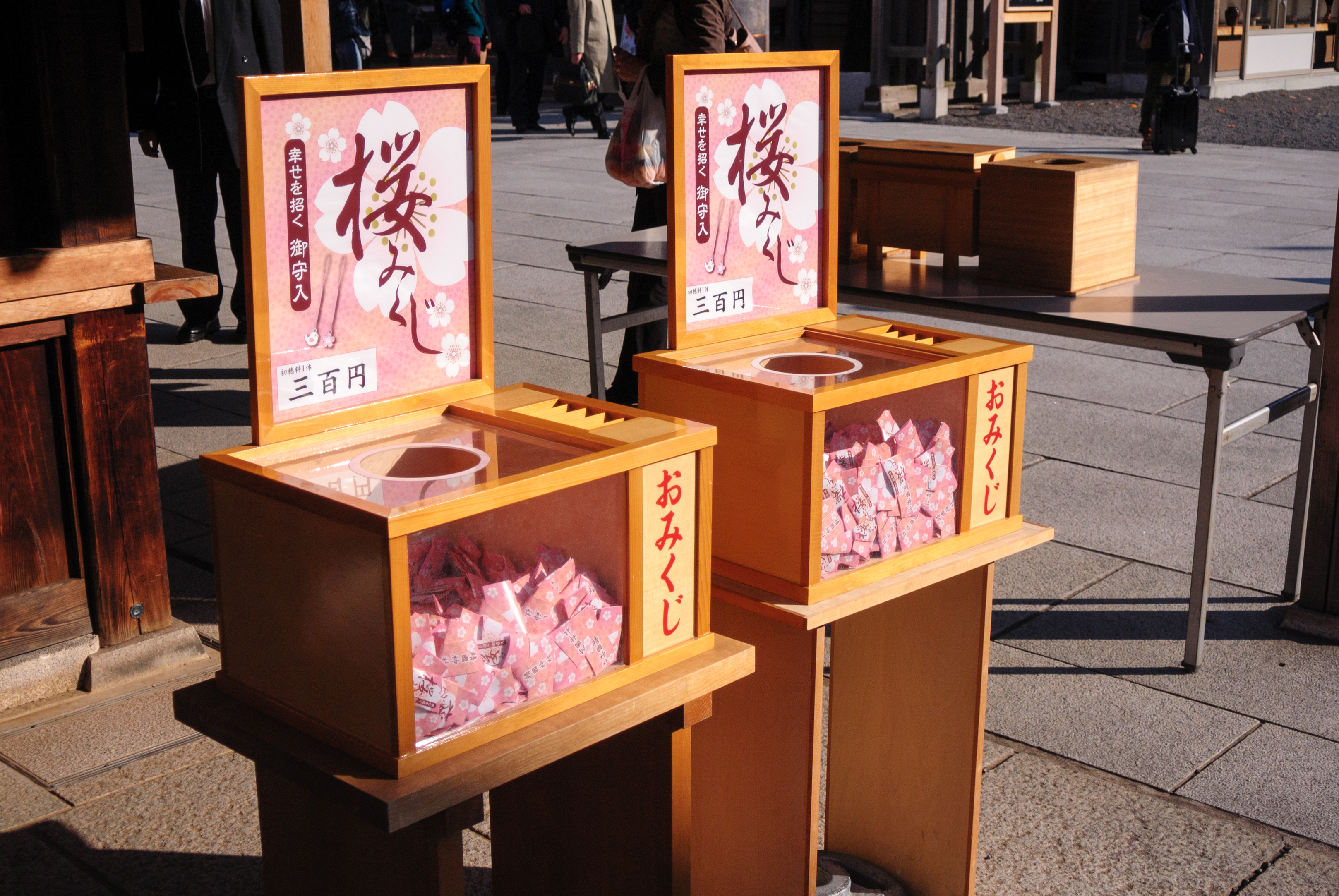
Kasety z losami
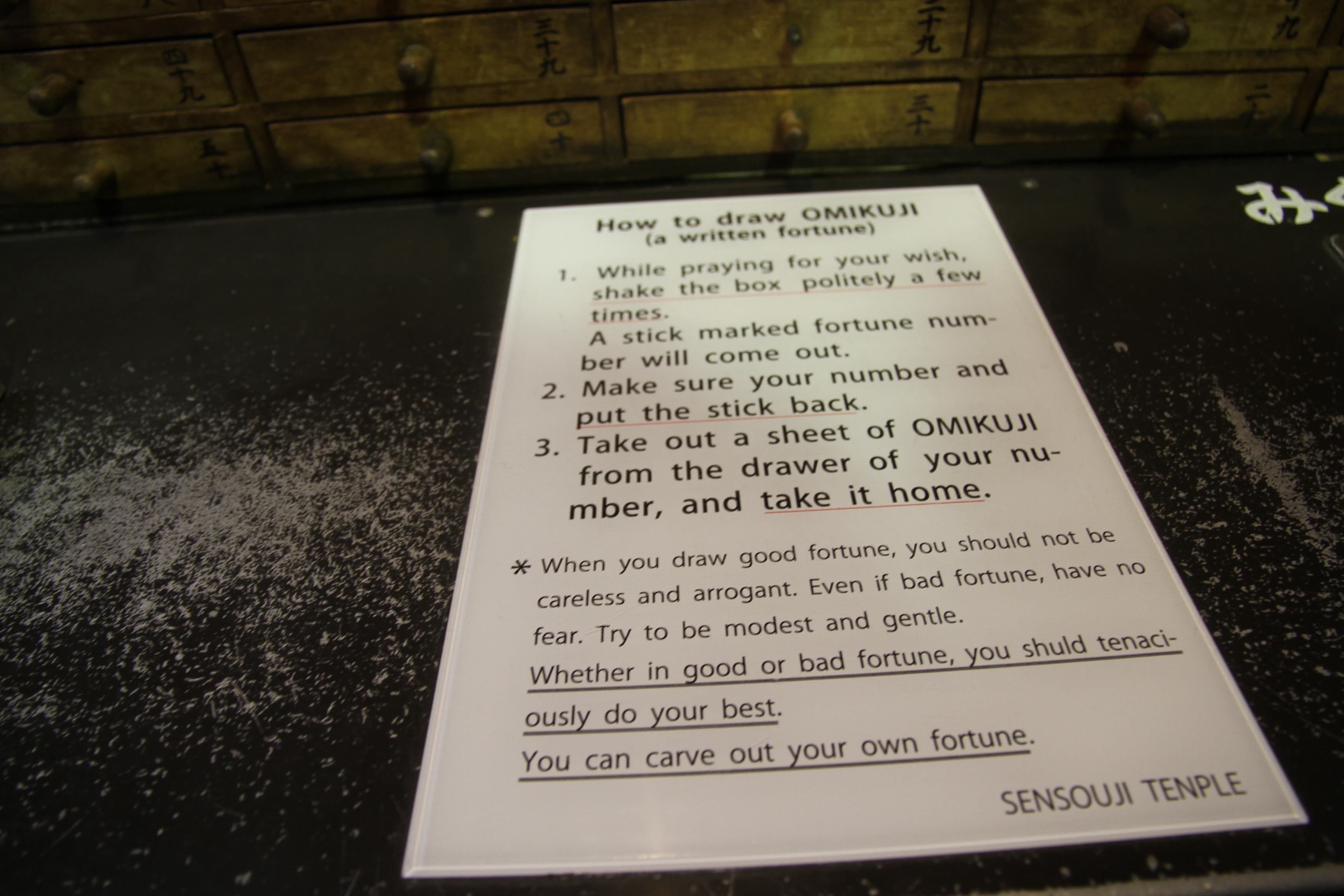
Instrukcja postępowania
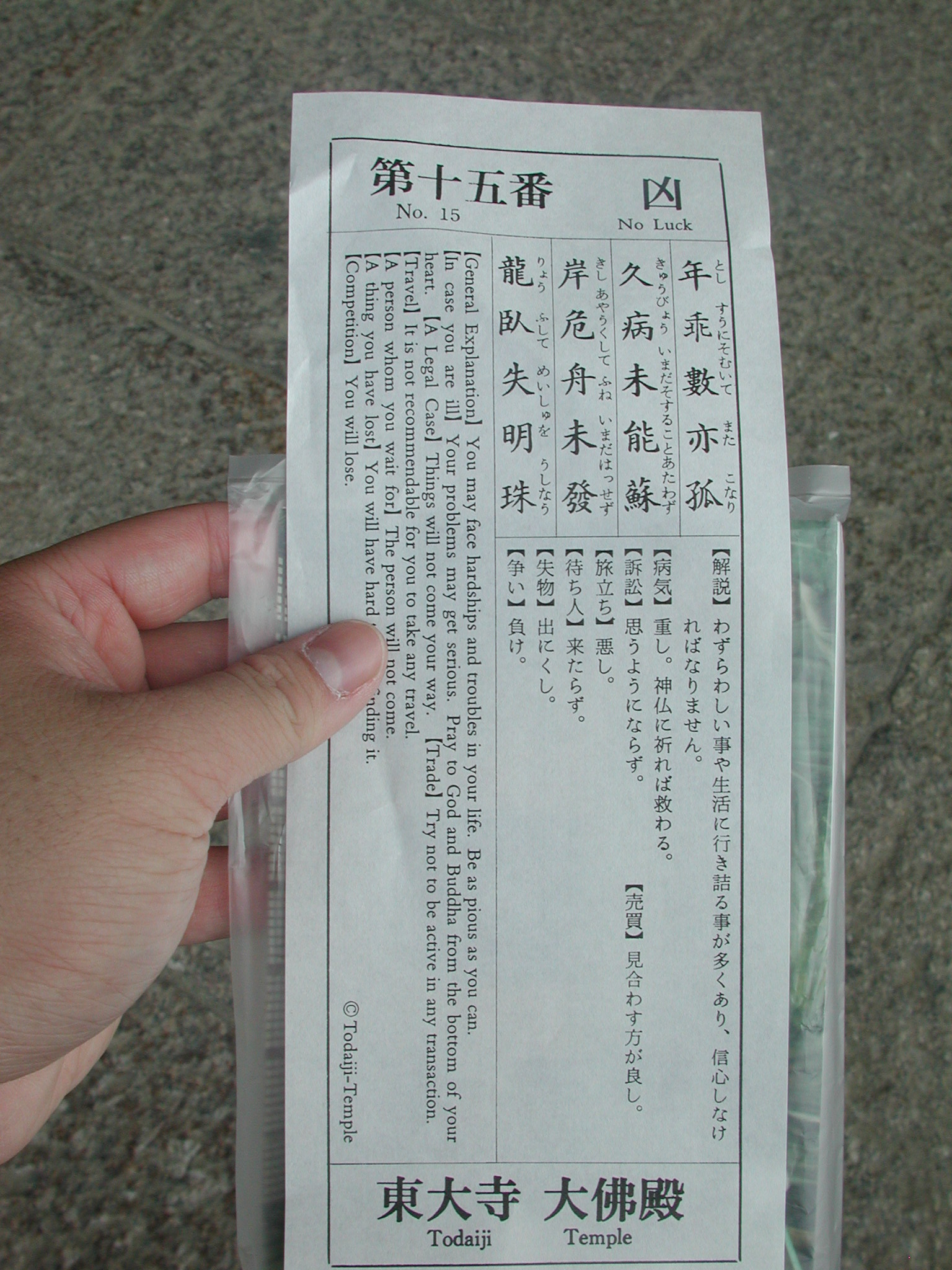
Rezultat? Los pechowy, zły
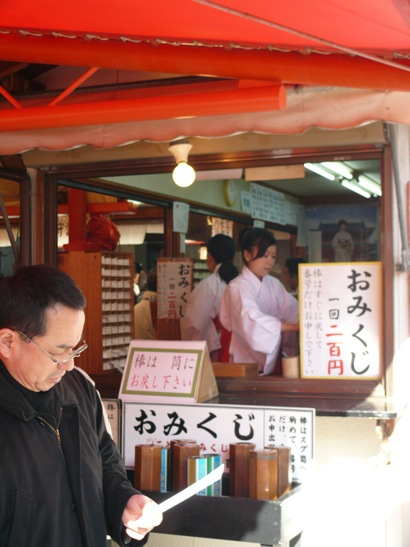
Sprzedaż losów
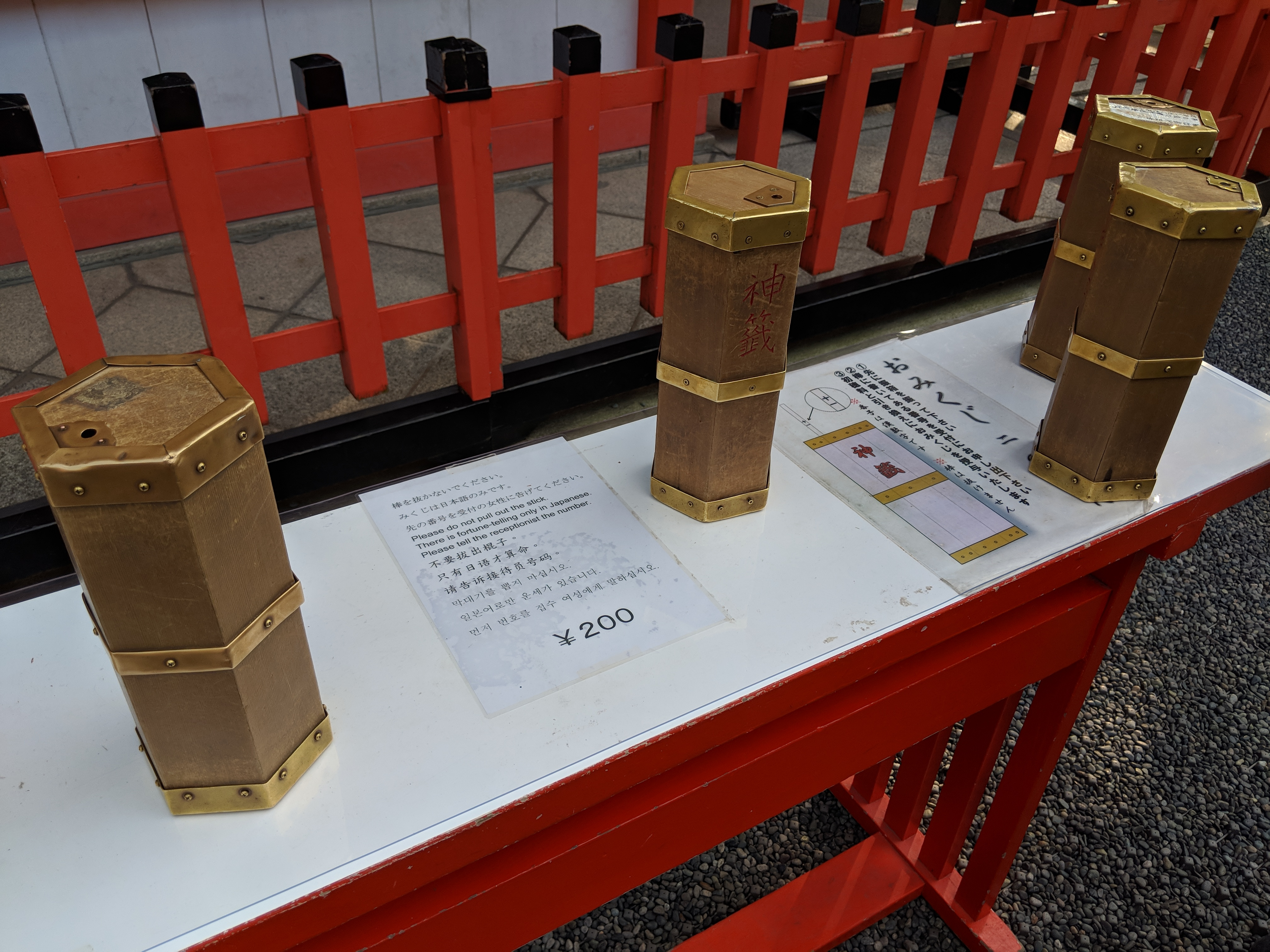
Pudełka do losowania patyczków
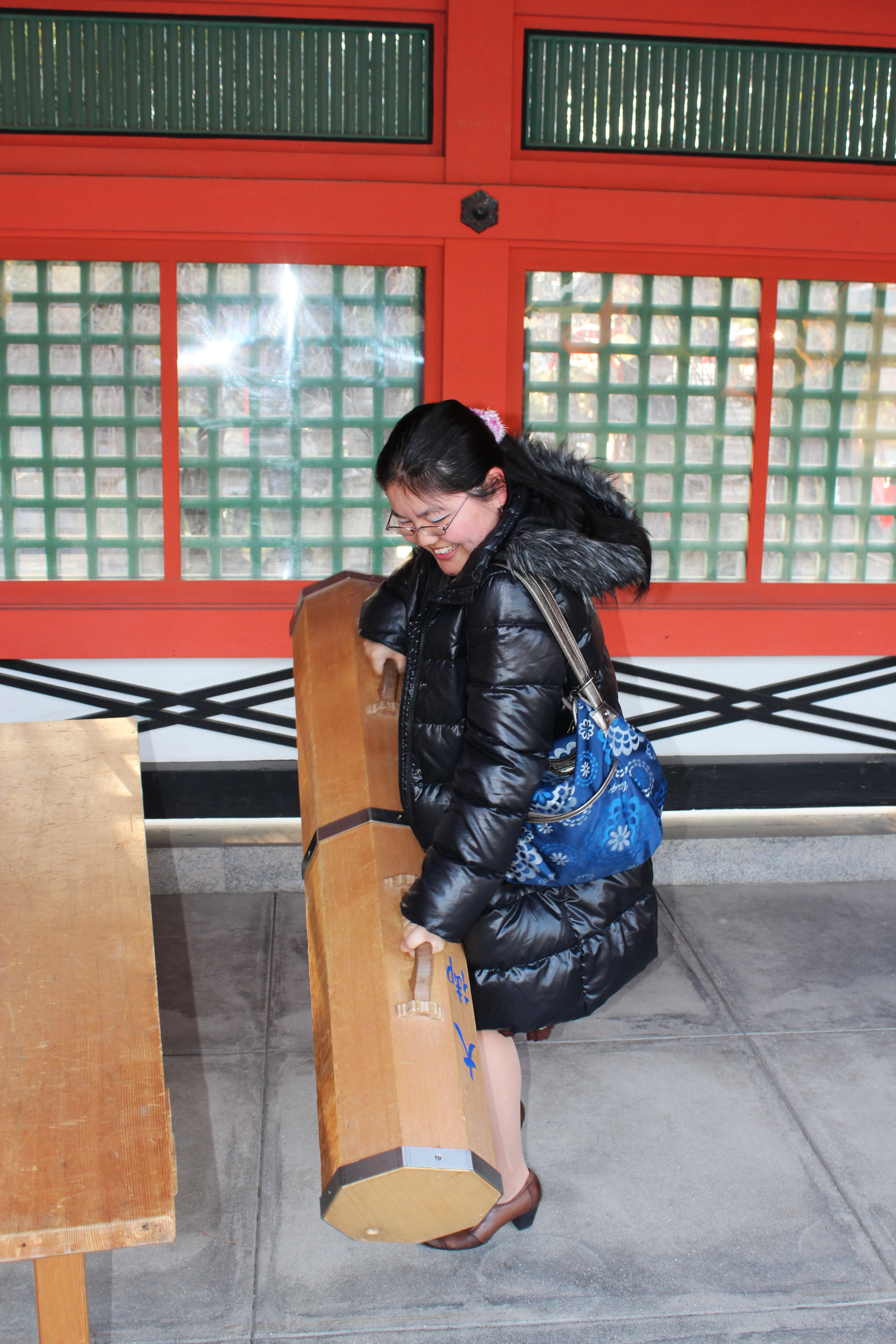
Wyjątkowo duża kaseta z losami